# Черангани
Черангани (на английски: Cherangani Hills) е серия от хълмисти възвишения в Кения,
попадащи в зоната на Източноафриканския рифт, в който спящите и затихнали вулкани се редуват със солени содени езера. Образуват хълмисто планинско плато в западната част на Рифтовата долина, играещо ролята на бариера между плодородните територии около град Китале и безплодните пустинни участъци на север от тях.
Възвишенията Черангани са четвъртата по височина планинска верига в Кения, включваща хълмове и високи планински върхове и представляваща най-високата, най-красивата и зрелищна част от рифтовата долина в Кения.

## География и геология
Голямото централно плато е разделено от разседа на две части. На запад склоновете се спускат плавно към равнината Транс Нзоя, след която следва планината Елгон. На изток слизат стръмно до долината Керио, обявена за национален парк. На север се издигат до връх Чептокет в северния край на централна част на 3365 m надморска височина. Най-високият връх в планината е Камалагон с височина 3529 m над морското равнище.
За разлика от повечето планини в Кения и по рифта, хълмовете Черангани не са с вулканичен произход. Съставени са от метаморфни скали, с кварцитни била и хребети и епизодични жили от мрамор. Издигат се над гористи склонове и от три страни са заобиколени от стръмни скални масиви. Стръмните скали Elgeyo, които образуват западната стена на планинската верига, са често посещавани от алпинисти. Възвишенията са пресечени от пешеходни пътеки, които преминават през открити земеделски земи, през закътани долини и се издигат нагоре към залесени върхове. Почвите са умерено плодородни и добре отводнявани.
Хълмовете представляват вододел между водосборните басейни на езерата Виктория и Туркана. Част са от западния склон на Голямата рифтова долина и образуват горната част на водосбора на реките Нзоя, Керио и Туркуел. Реките, извиращи от Черангани и течащи на запад, са включени в речната система на река Нзоя, чиито води се вливат в езерото Виктория. Тези, протичащи на изток се вливат в реките Керио и Туркуел, чиито води достигат до езерото Туркана.
Всички главни пътища не надвишават надморската височина от 3000 m. През Черангани преминават два прохода. Единият е Кито, който пресича възвишенията през стръмнините Тот, а другият е Kapenguria-Marich, преминаващ покрай ужасяващо дълбока долина. Главният път е известен като шосе Черангани и е един от най-тежките, страховити и предизвикателни пътища в Кения.

## Климат
Средногодишните валежи варират от 1200 mm в източната част до минимум 1500 mm в по-влажната западна част, където спират дъждоносните ветрове откъм езерото Виктория.

## Защитени територии
По хълмовете са разположени серия от горски резервати, обхващащи 95 600 хектара. От тях 60 500 ха са заети от гори, а останалата част се състои от бамбукови формации, открити пасища, храсти, скали и голи хълмове. 4000 ха са обхванати от земеделски насаждения. Големият западен блок на горите, обхващащ 20 000 хектара, е поделен между горските резервати Kapkanyar (5764 ха), Kapolet (1625 ха) и Kiptaberr (12 801 ха). В източната част, свързани помежду си, се намират още няколко горски резервата – Lelan (14 516 ха), Embotut (21 689 ха), Kupkunurr (15 892 ха), Sogotio (3555 ха), Kerrer, Kaisungor, Toropket, Chemurokoi, Cheboit и Kapchemutwa. На запад от хълмовете, в непосредствена близост, се намира най-малкият национален парк в страната „Блато Сайва“.
През последните 20 години местните жители са навлезли в горите и са превърнали част от терените в земеделски земи. С изключение на големия югоизточен горски блок по протежение на ескарпа, горите са фрагментирани и разделени от обширни естествени пасища и обработваеми ниви, особено в централната част. Общо 29 352 ха от деградирали естествени гори са възстановени, от които 2752 ха са допълнително залесени. Още 26 600 ха са оставени за естествено възобновяване. За последните 5 – 6 години това води до обща площ от възстановени гори от 70 250 ха.

## Флора
Горите се състоят от няколко различни видове дървета в сравнително добро състоянието, а в по-влажната западна част те са непокътнати. Разделени са на 14 големи масива. По-ниските западни части на Kiptaberr-Kapkanyar са обрасли с гори от дървесните видове Aningeria, Strombosia и Drypetes, които в по-високите части преминават в иглолистни масиви от Podocarpus latifolius. Южните склонове са обрасли главно с включените в Червената книга като близки до застрашени големи хвойнови дървета и дървесни съобщества от Nuxia. Източните склонове са сравнително обезлесени, а горите, които са останали са от Podocarpus falcatus. Изпъстрени са с мозайка от растителни видове с очевидна височинна зоналност, вероятно в резултат на разнообразието на релефа и дългата история на култивиране, паши и пожари.
В речните долини има папратовидна растителност и отделни петна от бамбук Yushania alpina, характерен за Рифтовата долина. На по-висока надморска височина територията е изпъстрена със смес от храсти и блата. Край тях растат лобелии от вида Lobelia aberdarica и гигантският кръстец Senecio johnstonii, много характерен и за Килиманджаро. Появяват се единични реликтни хвойнови дървета (Juniperus) и цъфтящи розоцветни растения от вида Hagenia abyssinica.
Dendrosenecio cheranganiensis е вид, ендемичен за планината Черангани. Открит е в западната ѝ част при хълмовете Сук през 1961 г. на надморска височина около 2600 m. Расте на места, където няма други високи дървета, а то самото достига до 7 m височина.

## Фауна
Разнообразието на птичия свят в Черангани е голямо. Според проучванията, тук са записани над 73 вида, зависещи от съществуващите гори, като никой от тях не е световно застрашен. Регионално застрашените видове включват слабо разпространения коронован орел (Stephanoaetus coronatus), улулица от вида Glaucidium tephronotum, открита в гористата област Kapkanyar в северозападната част на Черангани, рядката Campephaga quiscalina, ендемична за района, и обитаваща същата гора и рядко срещания по тези места Indicator conirostris. Постоянни обитатели тук са мишеловът от вида Buteo oreophilus, турако Tauraco hartlaubi, Caprimulgus poliocephalus, бързолет от вида Schoutedenapus myoptilus, нианзки бързолет, Apaloderma vittatum и много други. Епизодично е наблюдаван брадат лешояд.
В миналото по възвишенията са срещани малки количества от антилопата бонго, но в настоящето не е напълно ясно дали все още са останали екземпляри от вида. Във високите планински части над 3000 метра се срещат много редките черни сервали.
Един от регионално застрашените видове примати е гвенон де Браза (бразова морска котка), като на хълмовете се намират едни от последните популации в Кения. През 1994 и 1995 г. на Черангани и в близката планина Елгон са проведени проучвания върху състоянието, разпространението и местообитанията на този вид гвенон (Cercopithecus neglectus). Наброени са общо 49 маймуни, от които 32 в Черангани, разпределени в четири групи, плюс 6 единични екземпляра. Във всички горски ареали е забелязано сериозно унищожаване на растителността, така че видът е принуден да обитава незащитени територии, остатъци от крайречни гори. Препоръчано е гвеноните да бъдат преместени в някои от защитените територии в страната.
Пеперудата Capys juliae е ендемична за възвишенията Черангани. В ниските части на планината има много комари, пренасящи причинителите на редица опасни заразни заболявания, основно от които тук е маларията.

## Население
Северните части на възвишенията Черангани са населени главно от племето маракует, мигрирало тук от север. Западните, централните и южните склонове са заети от племената покот и сенгуер (чарангани). Предполага се, че това са народи, принадлежащи към южните нилотски групи, които впоследствие са се смесили с местни племена и вероятно са изиграли ключова роля в историята на племенната група календжин.
Икономиката на района и нейната античност предполагат, че населението тук е изиграло важна роля при възникването на пасторалните общности. По-късно постепенно започват да се занимават и със земеделие и животновъдство. Историческите и етнографски проучвания доказват, че народите от този регион постоянно са включени в двупосочния процес, при който земеделците се превръщат в животновъди и обратно. Маракует са основно земеделци с много добре развита комплексна напоителна система и терасирани земеделски терени. Сенгуер са преселени от земите си в Черангани от британските колониални власти в края на 19 и началото на 20 век.
Най-големият град в близост до Черангани е Китале с около 220 000 жители, който се намира на юг от възвишенията. Склоновете на планината са осеяни от селца и малки градчета. Обитателите им са създали многобройни ферми по планинските склонове, където почвата е достатъчно плодородна. Единственото селище, което предлага настаняване в къщи за гости и интернет връзка, е Капсоуар. В подножието на планината близо до Ломут е организиран къмпинг, край който в събота става голям цветен пазар на племето покот.
Във високите части на веригата Kaisungur се намират погребални могили, а околната местност е почитана и строго охранявана от местните хора.

## Археология
През януари 2006 г. започват първите археологични разкопки, насочени към оценка на възрастта и развитието на интензивните селскостопански системи в северната част на Черангани. Теренната работа е съсредоточена в долината Тамкал, където са открити и картографирани 65 основни напоителни канала, вариращи от няколкостотин метра до няколко километра. Общата им открита дължина е около 77 km. Те се различават по начина си на изграждане и управление от тези на племето маракует. По-голямата част от тях са тесни, защитени само с ниски глинени насипи, докато каналите на маракует са по-широки и достигат над половин метър, а насипите са високи и често облицовани с камъни. Най-старите от тези канали, разположени в подножието на планината, са датирани преди минимум 150 години.
При разкопките е намерено и известно количество керамични съдове, както и такива, изработени от кварц и обсидиан. Някои от тях силно наподобяват тези, изработвани от покот в наши дни. Открити са и големи количества добре запазени кости, заедно с изобилие от желязна шлака и останки от пещи.

## Екология
Съществуват няколко проблема, свързани с флората и фауната на Черангани. Те включват постепенното завземане на терени и обезлесяването в подножието на възвишенията, пожарите, нерегламентираната сеч за производство на дървени въглища или строителни цели, унищожаването на ценна растителност при пашата на селскостопанските животни. През 1986 г. случаен пожар, предполагаемо предизвикан от събирачи на мед, унищожава стотици хектари от гората в Kapkanyar. През последните 20 години повечето от по-ниските склонове на Kapolet са били превърнати в земеделски земи, а пред подобна заплаха са изправени и части от останалите горски блокове. Преди десетина години е спряно преграждането и окастрянето на гората Kiptaberr, точно преди започването на масова сеч.
Един от сериозните проблеми, особено в Kapkanyar, който граничи с териториите на пасторалното племе покот са стотиците говеда. Те са оставени да се скитат в гората за целия сух сезон, което води до огромни щети. Тъй като населението извън горския масив се увеличава, пасищата стават недостатъчни, а това води до сериозен натиск върху гората. Дребните фермери пасат добитъка си в пасища извън гората, а големите стада в горите принадлежат на заможни собственици, които са влиятелни на местно ниво.
Местността, в която се намира горският масив Embotut е необикновено красива, с вълнообразни гористи склонове, речни каскади и открити пасища, пълни с диви цветя. Тук съществува проблем с дългогодишните заселници върху държавна земя, които са около 5000 души, живеещи в границите на гората. В тази част хълмовете имат огромен потенциал за екотуризъм и за посещение в западната и северозападната част на Кения, който може да предостави на местните хора допълнителна заетост и алтернативни приходи.
Черангани се наблюдава от Програмата на Организацията на обединените нации за опазване на околната среда, тъй като е сред петте най-важни водосборни района в Кения. Според доклада за мониторинг върху промяната в залесяването между 2000 и 2003 г. това е областта с най-малко засегнатите гори, като обезлесените територии достигат само 174 хектара. Тази загуба се наблюдава в рамките на областите Marakwet и Западен Покот.